# Amanzia Guérillot

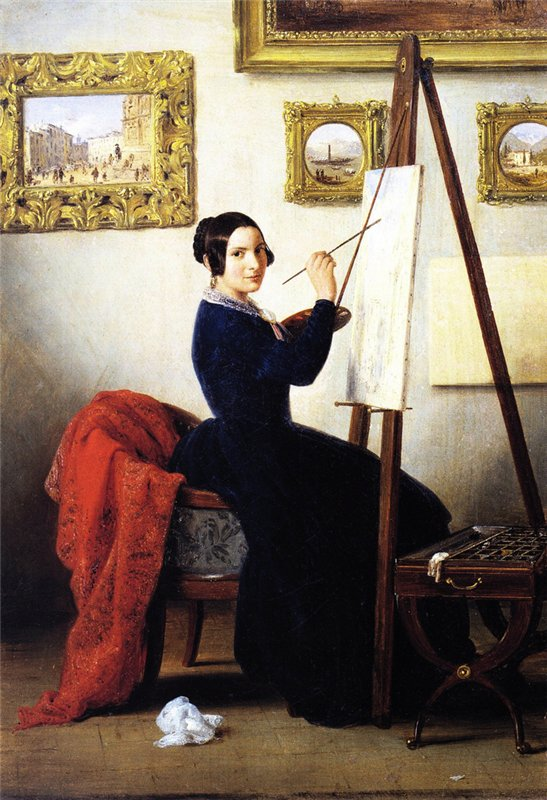
Angelo Inganni: Ritratto di Amanzia Guérillot nello Studio (1847-48)

Amanzia Guérillot (Milano, 20 aprile 1828 – Boffalora sopra Ticino, 1º dicembre 1905) è stata una pittrice e scultrice italiana.

## Biografia
Amanzia Guérillot Inganni, nata il 20 aprile 1828 da Nicolò Guérillot, primo contabile di Napoleone a Milano, fu una pittrice italiana di origine francese, allieva, amante e, successivamente, moglie del pittore bresciano Angelo Inganni.
L'incontro col futuro marito avvenne a Milano nel 1842, e fu proprio lui a insegnarle i primi rudimenti della pittura in cambio di alcune lezioni di francese per la nipote del pittore.

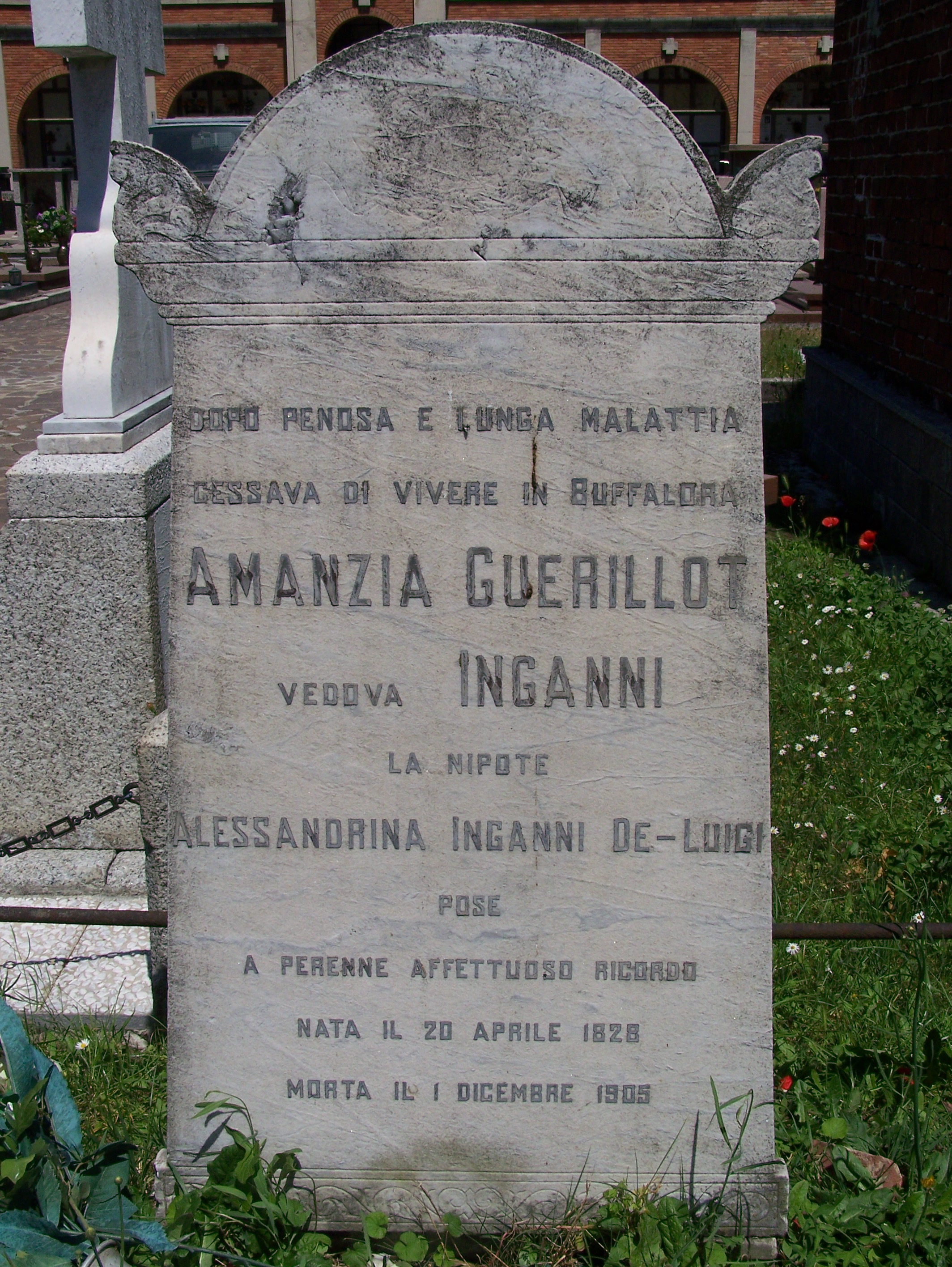
La tomba di Amanzia Guerillot nel cimitero di Boffalora sopra Ticino.

Seconda moglie di Inganni, dopo Aurelia Bertera, visse con il pittore marito presso la Santissima sul colle Barbisone nella località franciacortina di Gussago, in provincia di Brescia.
Nel 1854 espose il bassorilievo Cavallo assalito da una tigre presso la Promotrice di belle arti di Torino.
Condusse una vita tranquilla nell'ex convento domenicano di proprietà del mecenate bresciano Paolo Richiedei per poi trasferirsi, rimasta vedova per la seconda volta, presso la nipote Alessandrina a Boffalora sopra Ticino ove trascorse gli ultimi anni di vita e dove morì nel 1905, venendo sepolta nel cimitero locale.

## Opere
- Natura morta con beccaccino e anitra;[2]
- Natura morta con pesci;[2]
- Soldato marocchino con cavallo bianco[2].
- Il nuovo ponte in ghisa del naviglio di San Damiano detto "delle sirene";
- Milano, dintorni di Piazza del Duomo;
- Piazza Duomo e il Rebecchino.
- Il raccoglitore di fascine al crepuscolo (1859)